# Morgenbrød
Morgenbrød er fællesbetegnelse for en række forskellige typer brød, der gerne spises om morgenen, såsom horn, rundstykker, tebirkes, grovbirkes, croissanter og lignende. 

Morgenbrød er typisk lyst brød – hvedebrød med et lavt fiberindhold.
| Mad og drikke | Spire Denne artikel om mad og drikke er en spire som bør udbygges. Du er velkommen til at hjælpe Wikipedia ved at udvide den. |